# Еліоро Паредес
Еліоро Мануель Паредес Анарісіа (ісп. Elioro Manuel Paredes Anarizia, нар.19 червня 1921) — парагвайський футболіст, що грав на позиції воротаря за клуб «Спортіво Лукеньйо».

## Клубна кар'єра
У футболі відомий виступами за команду «Спортіво Лукеньйо», кольори якої і захищав протягом усієї своєї кар'єри гравця. 

## Виступи за збірну
Був присутній в заявці збірної на чемпіонаті світу 1950 року у Бразилії, але на поле не виходив.